# Mueller Park
Mueller Park är en park i Australien. Den ligger i kommunen Subiaco och delstaten Western Australia, nära delstatshuvudstaden Perth.
Runt Mueller Park är det mycket tätbefolkat, med 2 103 invånare per kvadratkilometer.. Närmaste större samhälle är Perth, nära Mueller Park. 
Runt Mueller Park är det i huvudsak tätbebyggt. Genomsnittlig årsnederbörd är 820 millimeter. Den regnigaste månaden är juli, med i genomsnitt 142 mm nederbörd, och den torraste är januari, med 11 mm nederbörd.